# Джаната дал (Индия)
Джаната дал (англ. Janata Dal) — индийская политическая партия, возникшая 11 октября 1988 года (в день рождения выдающегося индийского политического деятеля Джаяпракаша Нараяна) в результате слияния фракций Джаната парти (Лок дал, Индийский национальный конгресс (социалистский) и Джан морча). Изначально была аморфной партией, объединявшей как социалистов, так и консерваторов, как бывших недовольных членов ИНК (И), так и выходцев из противостоящей ему Джаната парти.
Впервые партия пришла к власти в 1989 году, после того, как выдвинутые против Раджива Ганди обвинения в коррупции (см. Дело Бофорса) привели к поражению на выборах Индийского национального конгресса. Перешедший в Джаната дал из ИНК Вишванат Пратап Сингх сформировал правительство меньшинства на базе этой партии, получившее внешнюю поддержку слева (от коммунистов) и справа (от Бхаратия джаната парти). Однако в ноябре 1990 года в результате ареста за ультранационалистическую пропаганду члена БДП Лала Кришны Адвани и обсуждения вопроса о резервировании дополнительных рабочих мест для членов низших каст кабинету было отказано в вотуме доверия.
Выделившаяся фракция во главе с Чандра Шекхаром Сингхом, назвавшая себя Джаната дал (социалистическая), образовала еще одно правительство меньшинства (на этот раз при поддержке ИНК), которое было вынуждено уйти в отставку уже в марте 1991 года.
На парламентских выборах 1996 года Джаната дал вошла в Объединенный фронт вместе с региональными и коммунистическими партиями, получив 125 депутатских мандатов. Это позволило ей стать основой парламентской коалиции из 13 левых и центристских фракций, сформировавшей при поддержке ИНК правительство во главе с премьер-министром Х. Д. Деве Говдой. Однако оно потеряло поддержку ИНК и пало в марте 1997, как и следующее правительство Объединенного фронта во главе с премьер-министром Индером Кумаром Гуджралом 8 месяцев спустя.
За свою историю Джаната дал пережила несколько расколов. Из неё выделились такие новые партии, как Раштрия джаната дал (Бихар), Самаджвади парти (Социалистическая партия, Уттар-Прадеш), Биджу джаната дал (Орисса), Джаната дал (светская) (Карнатака) и Джаната дал (объединённая) (Бихар). По состоянию на 2015 год большинство из них вновь находятся в процессе объединения.